# Gabriel Sionita
Gabriel Sionita (Ehden, 1577 – Parigi, 1648) è stato un religioso, insegnante e traduttore libanese.

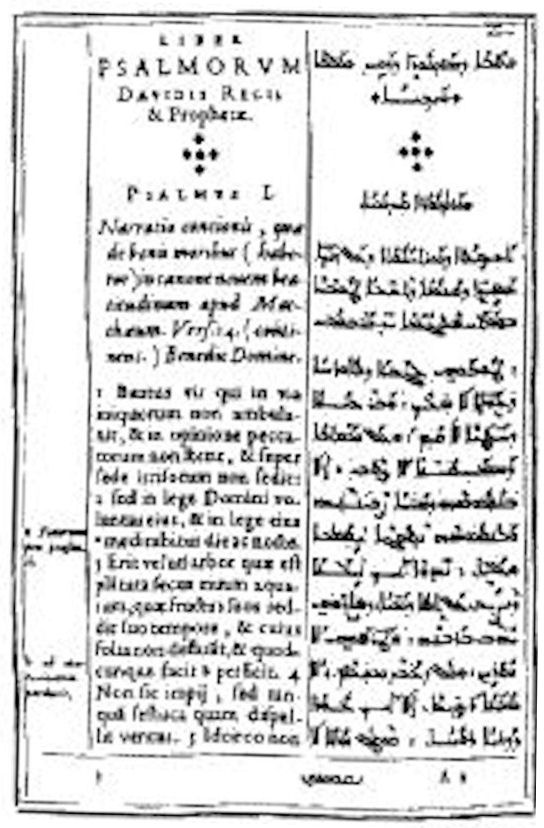
Salterio latino-siriaco di Gabriel Sionita, 1625, stampato da Antoine Vitré con i caratteri di François Savary de Brèves.

Gabriel Sionita (siriaco: Jibrā'īl aṣ-Ṣahyūnī) fu un erudito maronita, famoso per il suo contributo alla pubblicazione nel 1645 a Parigi della Bibbia poliglotta.
Era nato a Ehden nel nord del Libano, in una famiglia influente degli sceicchi di Al-Sahyouni. All'età di sette anni, è stato inviato dal patriarca Sarkis Rizzi di Bkoufa, alla scuola maronita a Roma. Li ha studiato molte lingue: latino, italiano, arabo, turco, siriaco, greco e ebraico. Poi si è recato a Parigi nel 1607 ed ha studiato francese; nel 1620 vi ha conseguito un dottorato. 
Due anni dopo fu ordinato sacerdote. Negli anni dal 1594 al 1614 Gabriel ha tenuto lezioni di lingue orientali presso l'Università di Roma, e poi a Venezia. Nel 1614 divenne docente presso il Collège Royal de France di Parigi, il che lo ha reso un traduttore ufficiale del re Luigi XIII di Francia. Il lavoro di una vita di Gabriel Sionita è stata la traduzione della Bibbia, pubblicata in cinque volumi contenenti un totale di 4200 pagine (Bibbia Polyglotta). Nel corso degli anni ha scritto molti libri, tra cui uno dei primi sulla grammatica araba.

## Biografia
Anche se Sionita è venuto a Roma all'età di sette anni, ha sempre considerato l'arabo come sua lingua madre. A Roma ha imparato il latino e il siriaco e acquisito una media conoscenza dell'ebraico. Ha studiato teologia, ma è divenuto sacerdote più tardi, a Parigi, all'età di 45 anni.
François Savary de Brèves fu ambasciatore francese in Turchia e interessato all'orientalistica. Quando a Roma cessa il servizio di ambasciatore nel 1607, torna a Parigi con due maroniti, per collaborare alla pubblicazione della Bibbia poliglotta sotto la guida del bibliotecario reale Jacques Auguste de Thou e il cardinale Duperron. I due maroniti erano Gabriel Sionita e Johannes Hesronita (Yūḥannā al-Ḥaṣrūnī); Gabriel era già il più conosciuto dei due. Ricevettero una rendita annua di 600 Livre e Gabriel fu nominato docente alla cattedra di lingue semitiche della Sorbona.
Auguste de Thou e Jacques du Perron morirono nel giro di quattro anni, sorsero così gravi difficoltà finanziarie. Nel 1619 furono concesse dall'assemblea del clero francese (Assemblée du clergé) a Blois 8.000 livre per sostenere l'impresa; ma attraverso alcune malversazione di fondi, questo denaro non è stato mai effettivamente pagato; almeno, tale è l'accusa portata da Gabriel nella sua prefazione al Salterio siriaco quando lo pubblicò. I maroniti sembrano coinvolti in un argomento di natura economica imbarazzante, fatto che ha portato a divergenze con i responsabili del lavoro. Nel 1619, tuttavia, con diploma reale lo stipendio di Gabriel era raddoppiato a 1.200 livre. L'anno seguente ottenne il dottorato e due anni dopo, il sacerdozio.
Nel 1626, siccome Gabriel non riusciva a formare classi per la mancanza di studenti, il suo stipendio fu ridotto. Dopo qualche tempo, tuttavia, fu pagato quanto stabilito dall'offerta iniziale; e nel 1629, il suo stipendio è stato aumentato a 2.000 livre. Nel 1630, egli ricominciò il lavoro sulla Bibbia poliglotta. Egli non si dedica a tempo pieno a questo compito e fu anche accusato per questo di negligenza nel lavoro. 
Ancora una volta si trovò in difficoltà.
Nella lite che ne seguì, il cardinale Richelieu parteggia per l'editore, Guy Michel Le Jay, contro i maroniti. Siccome si temeva che Gabriel Sionita potesse lasciare il paese, il cardinale lo imprigionò a Vincennes (1640). Fu rilasciato dopo tre mesi, solo dopo assunto l'impegno e firmato garanzie per la preparazione dei testi per la Bibbia poliglotta. Ha completato il suo grande lavoro qualche tempo prima della sua morte, all'età di 71 anni.

## Opere
Il lavoro di Gabriel Sionita nel poliglotta comprende la revisione e correzione di quasi tutti i testi in siriaco e arabo. Tradusse i testi in arabo e siriaco in latino, con le eccezioni del Libro di Rut. Ma ha fatto solo una revisione e non una nuova traduzione dei Vangeli in latino, né ha fatto traduzione dal siriaco in latino dei Libri sapienziali o dell'Apocalisse. Insieme a Johannes Hesronita e Victor Scialac, pubblicò una traduzione latina del Salterio (arabo) nel 1614. Nel 1616, ha pubblicato un documento sulla grammatica araba, di cui una parte (il Liber I) contenente le regole per la lettura.
Nel 1619, sua Geographia Nubiensis (che significa una traduzione maronita delle edizioni dello stesso) della geografia di Idrisi, con un piccolo trattato come un'appendice, "De nonnullis Orient. urb. nec non indig. relig. ac. moribus". Nel 1634, egli produce un Poema enigmaticum in lode della Sapienza Divina di un antico filosofo siriano.
Il 1630 vide la pubblicazione del suo Testamentum et pactiones inter Mohammedem et Christianae fidei cultores, un'edizione del documento medievale arabo, l'Achtiname di Maometto, con traduzione in latino.
Infine, tre piccoli opuscoli sono prodotti tra il 1640 e 1642, uno in latino e due in francese, contenente la sua difesa dalle azioni di Antoine Vitré (stampatore) e l'avvocato Guy Michel Le Jay.